# Escândalo de Harden-Eulenburg

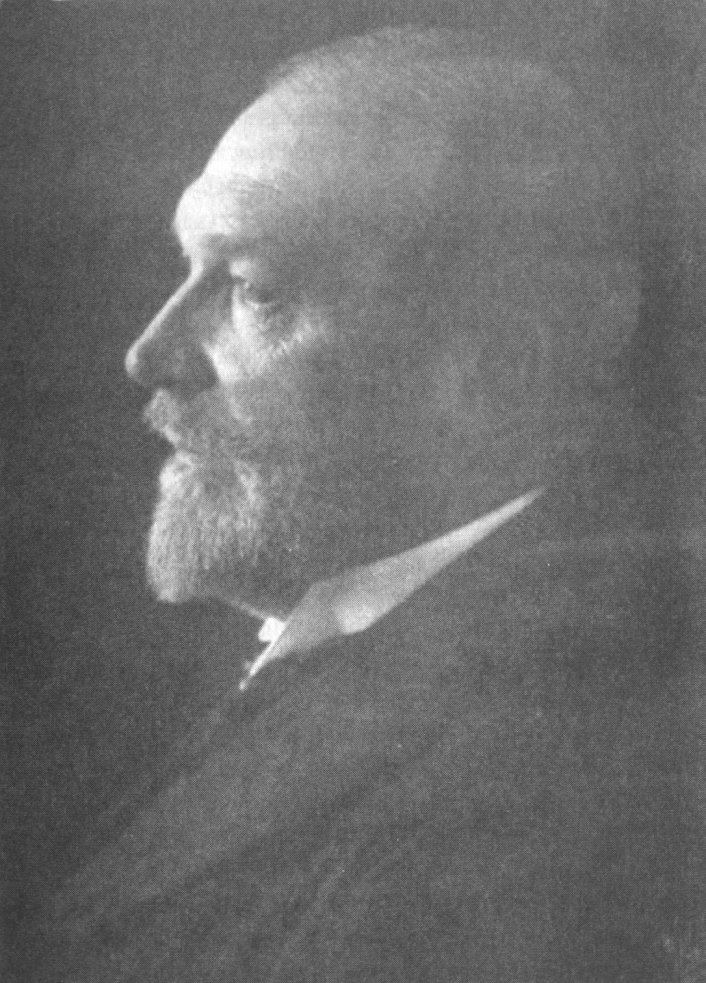
Philipp zu Eulenburg-Hertefeld, por volta de 1905 - um dos principais envolvidos no Escândalo de Harden-Eulenburg.

O Escândalo de Harden-Eulenburg, Caso Eulenburg ou Escândalo da Távola Redonda, foi como ficou conhecida a polêmica envolvendo membros proeminentes do gabinete de Guilherme II da Alemanha e pessoas próximas a ele em uma série de processos em corte marcial e cinco processos civis por conduta homossexual (proibida na época, com base no Parágrafo 175), além de denúncias de difamação, entre os anos de 1907 e 1909 .
O caso teve origem nas acusações do jornalista Maximilian Harden sobre o suposto envolvimento homossexual entre o príncipe Philipp zu Eulenburg-Hertefeld e o general Kuno von Moltke. As acusações e contra acusações se multiplicaram rapidamente e a frase "Távola Redonda de Liebenberg" (alusão ao Palácio de Liebenberg, de propriedade de Philipp zu Eulenburg-Hertefeld) chegou a ser usada para denominar o círculo homossexual em torno do kaiser .
Este caso foi amplamente divulgado pela imprensa e é muitas vezes considerado o maior escândalo do Segundo Império Alemão. Isso levou a uma das primeiras grandes discussões públicas sobre homossexualidade na Alemanha, comparável à do julgamento de Oscar Wilde no Reino Unido 

## Artigos na revistaDie Zukunft

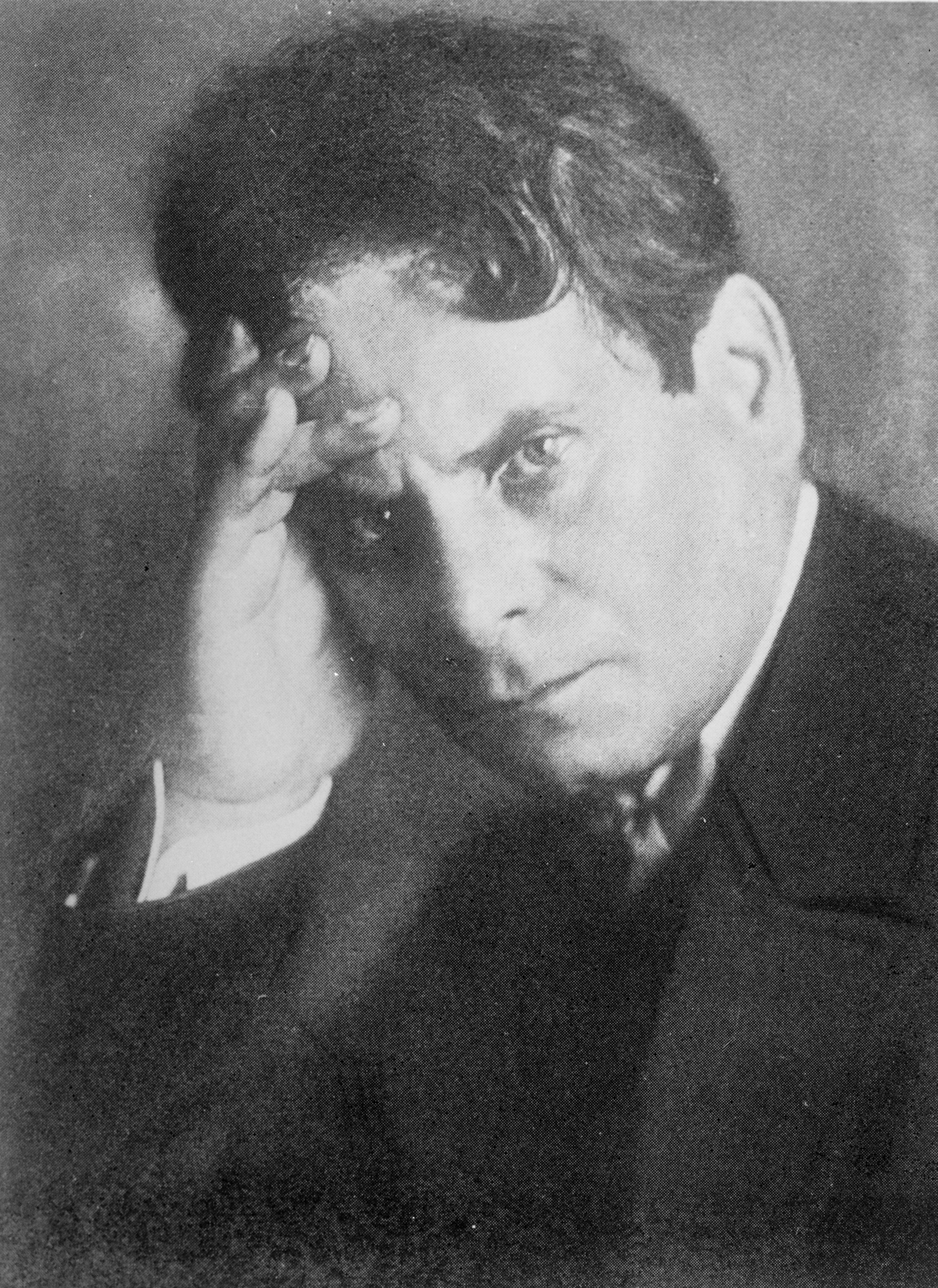
Maximilian Harden, em 1911.

Em 6 de abril de 1906, Maximilian Harden publica em sua revista Die Zukunft (O Futuro), um artigo intitulado Wilhelm der Friedliche (Guilherme, o Pacífico). No artigo, Harden dizia que o governo do Império não podia levar sua linha política adiante porque, entre outras coisas, os representantes políticos do país, sobretudo Guilherme II, afirmava frequentemente e com veemência aos demais países, que as intenções alemãs eram pacíficas. Seus ataques pela imprensa se tornaram mais pesados quando, pouco após o fracasso da Conferência de Algeciras - que destacou o isolamento do Império Alemão -, em um jantar privado no Palácio de Liebenberg, Guilherme II se reuniu com o 1.º Secretário da Embaixada Francesa, o conde Raymond Lecomte.
Em 17 de novembro de 1906, Harden, em um novo artigo, responsabiliza a "Távola Redonda de Liebenberg" por uma série de fracassos na política externa alemã, uma vez que, segundo ele, seus membros exerciam grande influência sobre a política através de seus "contatos pessoais". Somente os conhecedores do fato se deram conta de que Harden se referia às relações homoeróticas que os membros da "Távola" mantinham entre si. As insinuações sobre Kuno von Moltke eram bastante claras.
Harden acusa Eulenburg, entre outras coisas, de ser um "tardo-romântico doentio"  com tendências espiritualistas . Por trás dos ataques dirigidos a Eulenburg estava a ideia, muito propagada na época, de que os homossexuais tinham personalidade delicada, sendo incapazes de exercer, efetivamente, o poder . Nos círculos influentes da corte de Berlim, essas insinuações foram bem entendidas e despertaram grande interesse.
O chanceler imperial Bernhard von Bülow, velho amigo de Eulenburg, procurou, inicialmente, evitar que o escândalo se propagasse. Ele acreditava que o interesse pelas revelações de Harden logo acabaria, mas estava plenamente consciente de que o complicado governo de Guilherme II ficaria ainda mais difícil com as acusações de homossexualismo contra um de seus amigos íntimos. No início de maio de 1907, os rumores chegaram até o kaiser através do príncipe herdeiro. Este exigiu que o monarca suspendesse os "afetados" e providenciasse um esclarecimento judicial para as acusações, atitude que motivou uma grande cobertura pela imprensa e possibilitou que o escândalo ganhasse as ruas.

## Motivos

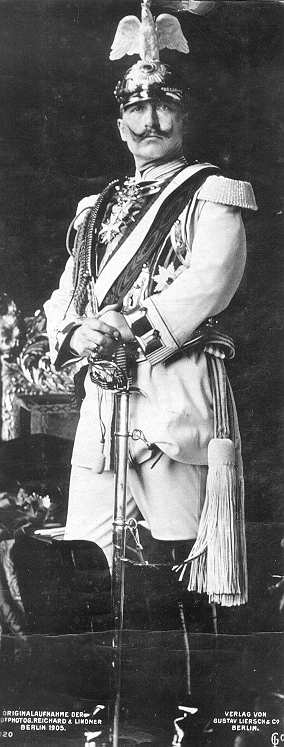
Kaiser Guilherme II, em 1905.

Os motivos que levaram Harden a escrever seus artigos no Die Zukunft são, até hoje, alvos de controvérsia. Para alguns historiadores, como Steaklea e Jungblut, Harden foi apenas um instrumento de um grupo de apoio a Otto von Bismarck (que já havia morrido à época do escândalo); outros historiadores acreditam que os artigos publicados representavam um descontentamento real com a política externa alemã.
Guilherme II havia demitido o "Chanceler de Ferro", que havia realizado uma Realpolitik de tratados e convenções antibritânicos, em 1890. O kaiser substituiu o governo autocrático de Bismarck por um estilo mais pessoal, com uma política expansionista e marítima semelhante à inglesa. Eulenburg, que era anti-imperialista e anglófilo, foi promovido de simples membro do corpo diplomático a embaixador. Tornou-se um dos mais importantes conselheiros de Guilherme II e tentou diversas vezes persuadí-lo a manter relações mais pacíficas e amistosas com a Inglaterra. Como muitos outros, Bismarck também percebeu que o relacionamento entre Guilherme II e Eulenburg era especial e "não devia ser colocado no papel" . Via o jovem soberano sendo aconselhado por grupos cuja política rejeitava. Bismarck já havia se posicionado, em parte por métodos indiretos, contra as ideias liberais e parlamentares da kaiserin Vitória, filha da rainha Vitória do Reino Unido e mãe de Guilherme II. O próprio "Chanceler de Ferro" deu a Harden as informações sobre as relações homoeróticas da "Távola Redonda de Liebenberg" .
Harden esperou até 1902 para chantagear pessoalmente Eulenburg para que abandonasse o cargo de embaixador em Viena, caso contrário, o exporia à opinião pública. Eulenburg cedeu às chantagens, renunciando "por motivos de sáude" e se retirando temporariamente da vida pública. Após sua reaparição, na Conferência de Algeciras, em 1906, Harden voltou a fazer-lhe ameaças. Eulenburg respondeu retirando-se para a Suíça .
Uma série de historiadores, entre eles Wolfgang Mommsen, rejeitam essa interpretação dos fatos como excessivamente especulativa. O afastamento de Eulenburg da vida política em 1902 seria, segundo Mommsen, em virtude de um escândalo matrimonial entre seus parentes próximos que poderia trazer à tona a discussão sobre sua homossexualidade. De acordo com a moral da época, isso significaria o desprezo público, social e político . Mommsen afirma que Harden estava convicto, em 1906, de que a estratégia diplomática do governo na Primeira Crise do Marrocos havia fracassado, principalmente, porque Guilherme II, sob a influência da "Távola Redonda de Liebenberg", não estava disposto em arriscar-se numa guerra contra a França . Para Harden, a homossexualidade era uma forma de colocar em descrédito o grupo próximo ao kaiser.
Em 7 de novembro de 1906, Harden publicou um artigo em que fazia insinuações a respeito das relações homossexuais entre Eulenburg e Guilherme II, responsabilizando ele e seu grupo pelos fracassos na política externa da Alemanha. Harden havia obtido informações adicionais a partir dos extensos registros de Friedrich von Holstein, com quem tinha se reconciliado no verão daquele ano.
Entre os anos de 1906 e 1907, seis oficiais se suicidaram após serem chantageados. Tentavam fugir do mesmo destino de outros vinte oficiais que, em anos anteriores, haviam sido julgados pelos tribunais militares exclusivamente por sua postura sexual. Pior do que esses escândalos, para Harden, era o fato de Eulenburg ter retornado à Alemanha para ser admitido na Ordem da Águia Negra.

## Outing

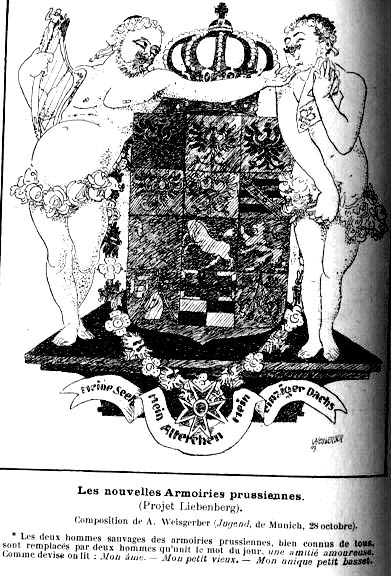
Caricatura exibindo Eulenburg e Moltke ao lado do escudo de armas da Prússia, 1907.

Em 27 de abril de 1907, o caso de Eulenburg foi levado a público (Outing) por Harden. O jornalista declarou que uma caricatura publicada anteriormente, onde dois homens seminus ladeavam o escudo de armas da Prússia, representava Eulenburg (com uma harpa) e seu "amorzinho", Kuno von Moltke. Também foram denunciados Georg von Hülsen-Haeseler, diretor do Teatro Real,  von Stückradt, ajudante do príncipe herdeiro, e Bernhard von Bülow, acusados de tendências ou práticas homossexuais . Guilherme II, informado do vulto que a história vinha tomando, reagiu exigindo um esclarecimento de Eulenburg e a demissão de três dos quinze aristocratas envolvidos no escândalo: tenente coronel conde Bernhard Wilhelm Albrecht Friedrich von Hohenau, comandante do regimento de guardas, major conde Lynar, (ambos parentes de Guilherme II) e Moltke, listados como homossexuais pelo departamento de ética da polícia de Berlim. No entanto, a lista atual, não mostrada ao kaiser, contém várias centenas de nomes .
Moltke denunciou Harden por difamação. Eulenburg negou culpa no episódio e, como exigia o Parágrafo 175, apresentou-se para prestar esclarecimentos. Como se esperava, as investigações foram suspensas em julho de 1907, por falta de provas.

## Os julgamentos

### MoltkeversusHarden
Ocorrido entre 23 e 29 de outubro de 1907. Entre as testemunhas encontrava-se a ex esposa de Moltke, Lili von Elbe, de quem havia se divorciado a nove anos; um soldado chamado Bollhardt e o médico Magnus Hirschfeld. A senhora von Elbe declarou que Moltke só havia cumprido suas obrigações matrimoniais nas duas primeiras noites após o casamento, que ele era amigo íntimo de Eulenburg e que ela desconhecia a homossexualidade do ex marido. Bollhardt descreveu festas regadas a champagne na mansão do conde Lynar, com a participação de Hohenau e Moltke. Hirschfeld, que se encontrava no tribunal como perito científico, declarou que, com base em suas observações na sala de audiências e na declaração de Lili von Elbe, Moltke apresentava "tendências homossexuais inconscientes, com um forte caráter platônico" , embora nunca o tenha praticado. Em 29 de outubro, o tribunal sentenciou que Moltke era homossexual e Harden foi inocentado .
A sentença foi declarada nula por erros de procedimento e o processo teve que ser reaberto .

### BülowversusBrand

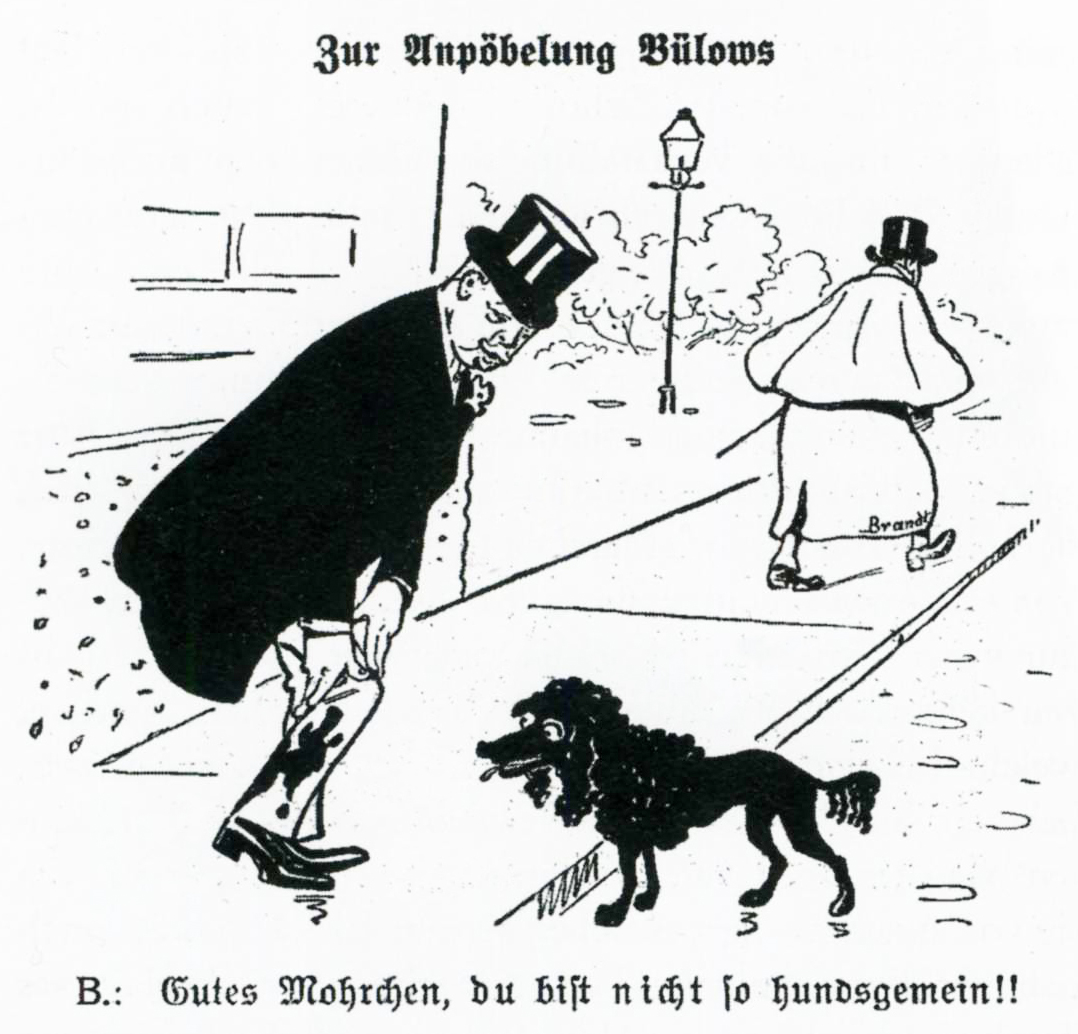
Charge publicada em 1907 com o título "Sobre o caluniante de Bülow" e a legenda: "Bom Mohrchen, você nunca seria um cão tão mal!".

Adolf Brand, criador da primeira revista homossexual (Der Eigene)  publicou um panfleto que afirmava que o chanceler Bülow, por sua disposição sexual e por haver beijado e abraçado Georg Scheffer em uma festa organizada por Eulenburg, estava sendo chantageado. Brand afirmou que Bülow tinha obrigação moral de opor-se publicamente ao Parágrafo 175.
No processo, realizado em 6 de outubro de 1907, Brand negou a acusação de difamação, alegando que chamar alguém de homossexual não era difamatório e, portanto, nada de ilegal havia cometido contra Bülow. Eulenburg declarou em depoimento que tinha uma estreita amizade com o chanceler, mas que nunca havia tido nenhum contato sexual com Bülow e que jamais havia agido contra o Parágrafo 175. Brand foi considerado culpado de difamação e condenado a dezoito meses de prisão .

### MoltkeversusHarden
De 18 a 25 de dezembro de 1907 o processo entre Moltke e Harden foi reaberto. Em virtude de Lili von Elbe ter sido diagnosticada com histeria clássica e da retratação de Hirschfeld com relação ao seu parecer inicial sobre Moltke, ambos os depoimentos foram desconsiderados. Harden foi sentenciado a quatro meses de prisão por difamação .

### HardenversusStädele
Em 21 de abril de 1908, Harden tentou provar a homossexualidade de Eulenburg. Convenceu seu colega bávaro Anton Städele a publicar um artigo afirmando que Eulenburg teria pago pelo silêncio de Harden. Em seguida, o próprio Harden denunciou, em Munique, seu cúmplice por difamação. Embora este processo tivesse pouca relação com o caso em si, foram tomados os depoimentos de Georg Riedel e Jacob Ernst, que afirmaram ter mantido relações sexuais com Eulenburg quando jovens.
Städele foi condenado a pagar uma multa de 100 marcos, que lhe foram reembolsados por Harden. Eulenburg foi acusado de perjúrio e, em 7 de maio de 1908, iniciaram-se os procedimentos legais .

### O ImpérioversusEulenburg
O julgamento iniciou-se em 29 de junho de 1908. Após os depoimentos das primeiras 41 testemunhas, entre elas Jacob Ernst e outros dez que afirmavam ter observado Eulenburg pelo buraco de uma fechadura, o processo foi interrompido por problemas de saúde do acusado. Eulenburg foi examinado várias vezes para que se avaliasse seu estado de saúde e se o julgamento poderia prosseguir. Até a dissolução do Império, em 1918, não foi proferida nenhuma sentença. Eulenburg morreu em 1921, sem que sua homossexualidade pudesse ser comprovada .

### MoltkeversusHarden
Em abril de 1908 Harden foi condenado a pagar uma multa de 600 marcos, além das custas do processo (mais de 4 mil marcos). Moltke foi reabilitado perante a opinião pública .

## Consequências
O estresse pelos julgamentos levou muitos dos envolvidos a adoecerem no ano de 1908 .
O caso Eulenburg é um exemplo de preconceito, em especial a homofobia, sendo usado como um meio de se atingir objetivos políticos . A esposa de Eulenburg teria comentado mais tarde com Hirschfeld: "Acusam meu marido, mas tentam atingir o kaiser." .
Harden comentaria mais tarde que, embora tenha obtido êxito com o caso, este teria sido seu maior erro político. Guilherme II se distanciou, como Harden pretendia, dos desacreditados círculos moderados e cercou-se de conselheiros mais "viris" e favoráveis ao militarismo. Harden também admitiu que essa nova postura do kaiser foi um dos fatores que precipitaram a queda do II Reich que, sem a influência moderada de Eulenburg, acabou mergulhando na Primeira Guerra Mundial .

## Nota
- Este artigo foi inicialmente traduzido, total ou parcialmente, do artigo da Wikipédia em castelhano cujo título é «Escándalo Harden-Eulenburg», especificamente desta versão.